# Donald MacLeary
Donald Whyte MacLeary (Glasgow, 22 agosto 1937) è un ex ballerino scozzese.

## Biografia
Nato a Glasgow, Donald MacLeary ha studiato danza con Sheila Ross tra il 1950 al 1951 e poi alla Sadler's Wells Ballet School. Nel 1954 si è unito al Sadler's Wells Theatre Ballet e l'anno successivo è stato promosso al rango di solista. Nel 1959 MacLeary è diventato il più giovane primo ballerino della compagnia su richiesta di Svetlana Berëzova, che lo voleva come partner sulle scene.
All'interno della compagnia (il futuro Royal Ballet), MacLeary ha danzato tutti i maggiori ruoli maschili del repertorio, tra cui Palemon in Ondine, Albrecht in Giselle, Florimund ne La bella addormentata, Siegfried ne Il lago dei cigni, Apollo nell'Apollon musagète, Solor ne La Bayadère, Romeo in Romeo e Giulietta, il Principe nella Cenerentola e nello Schiaccianoci. Inoltre è stato nei cast delle prime assolute di tre balletti di John Cranko e nove di Kenneth MacMillan. Nel corso della sua carriera ha fatto da partner ad alcune delle più importanti ballerine dell'epoca, tra cui Margot Fonteyn, Lynn Seymour e Merle Park.
Dal 1975 al 1979 è stato il maestro di balletto del Royal Ballet e tra il 1984 e il 2002 è stato répétiteur dei ballerini principali della compagnia. Si è ritirato al termine della stagione teatrale 2001/2002 dopo quarantotto anni con la compagnia.